# Channahalli, Shrirangapattana
Channahalli là một làng thuộc tehsil Shrirangapattana, huyện Mandya, bang Karnataka, Ấn Độ.